# Seleção Honconguesa de Voleibol Masculino
A seleção honconguesa de voleibol masculino é uma equipe asiática composta pelos melhores jogadores de voleibol do Hong Kong. A equipe é mantida pela Associação de Voleibol de Hong Kong (em inglês: Volleyball Association of Hong Kong, VBAHK). Encontra-se na 131ª posição do ranking mundial da FIVB segundo dados de 1 de outubro de 2018.